# Баришникова Анастасія Володимирівна
Анастасія Володимирівна Баришникова  (рос. Анастасия Владимировна Барышникова, 19 грудня 1990) — російська тхеквондистка, олімпійська медалістка.

## Виступи на Олімпіадах
| Олімпіада   | Дисципліна  | Місце |
| ----------- | ----------- | ----- |
| Лондон 2012 | понад 67 кг | 3T    |